# کن چارلز
کن چارلز (انگلیسی: Ken Charles؛ زادهٔ ۱۰ ژوئیهٔ ۱۹۵۱) بازیکن بسکتبال اهل ترینیداد و توباگو است. از باشگاه‌هایی که در آن بازی کرده است می‌توان به آتلانتا هاوکس اشاره کرد.